# Список Героев Советского Союза (Шишкин — Шушин)
В настоящем списке представлены в алфавитном порядке все Герои Советского Союза, чьи фамилии начинаются с буквы «Ш» (всего 456 человек, из них пять удостоены звания дважды). Список содержит даты Указов Президиума Верховного Совета СССР о присвоении звания, информацию о роде войск, должности и воинском звании Героев на дату представления к присвоению звания Героя Советского Союза, годах их жизни.
Ударения в фамилиях Героев приведены по книге «Герои Советского Союза: Краткий биографический словарь / Пред. ред. коллегии И. Н. Шкадов. — М.: Воениздат, 1988. — Т. 2 /Любов — Ящук/. — 863 с. — 100 000 экз. — ISBN 5-203-00536-2.».
- Персиковым цветом  в таблице выделены Герои, удостоенные звания дважды и более раз.
- Серым цветом  в таблице выделены Герои, представленные к званию посмертно.

| Навигационная таблица | Навигационная таблица              |
| --------------------- | ---------------------------------- |
| «Ш»                   | Шабалин Александр — Шевелёв Виктор |
| «Ш»                   | Шевелёв Марк — Шишкин Михаил       |
| «Ш»                   | Шишкин Николай — Шушин Иван        |

| № п/п | Фамилия Имя Отчество                                                               | Дата Указа            | Род войск    | Должность | Звание                                 | Годы жизни                     | БС ГС НЛ                        |
| ----- | ---------------------------------------------------------------------------------- | --------------------- | ------------ | --- | -------------------------------------- | ------------------------------ | ------------------------------- |
| 305   | Ши́шкин Николай Васильевич                                                          | 17.10.1943            | пехота       | командир отделения 1031-го стрелкового полка 280-й стрелковой дивизии 60-й армии Центрального фронта | старший сержант                        | 23.09.1924 — 17.03.1988        | [ БС 1 ] [ ГС 1 ] [ НЛ 1 ]      |
| 306   | Ши́шкин Павел Емельянович                                                           | 10.01.1944            | артиллерия   | командир батареи 492-го армейского миномётного полка 38-й армии Воронежского фронта | лейтенант                              | 21.11.1916 — 18.02.1994        | [ БС 1 ] [ ГС 2 ] [ НЛ 2 ]      |
| 307   | Ши́шкин Яков Васильевич                                                             | 27.06.1945            | авиация      | командир эскадрильи 32-го истребительного авиационного полка 256-й истребительной авиационной дивизии 5-го истребительного авиационного корпуса 2-й воздушной армии 1-го Украинского фронта                                                     | капитан                                | 23.12.1921 — 27.12.1979        | [ БС 1 ] [ ГС 3 ] [ НЛ 3 ]      |
| 308   | Шишко́в Виктор Фёдорович                                                            | 27.06.1945            | связисты     | командир отделения связи 175-го гвардейского стрелкового полка 58-й гвардейской стрелковой дивизии 5-й гвардейской армии 1-го Украинского фронта                                                                                                | гвардии старший сержант                | 21.01.1924 — 15.03.1999        | [ БС 1 ] [ ГС 4 ] [ НЛ 4 ]      |
| 309   | Шишко́в Даниил Кузьмич                                                              | 16.10.1943            | пехота       | командир 229-го стрелкового полка 8-й стрелковой дивизии 13-й армии Центрального фронта | подполковник                           | 22.12.1907 — 18.06.2002        | [ БС 2 ] [ ГС 5 ] [ НЛ 5 ]      |
| 310   | Шишко́в Михаил Фёдорович                                                            | 05.11.1944            | авиация      | командир звена 1-го гвардейского минно-торпедного авиационного полка 8-й минно-торпедной авиационной дивизии Балтийского флота | гвардии лейтенант                      | 17.10.1921 — 05.09.2015        | [ БС 3 ] [ ГС 6 ] [ НЛ 6 ]      |
| 311   | Шишля́нников Виктор Иванович                                                        | 24.12.1943            | артиллерия   | командир орудия 691-го артиллерийского полка 237-й стрелковой дивизии 40-й армии Воронежского фронта | старший сержант                        | 26.04.1923 — 30.07.1954        | [ БС 3 ] [ ГС 7 ] [ НЛ 7 ]      |
| 312   | Шишмако́в Илья Николаевич                                                           | 24.03.1945            | пехота       | стрелок 226-го стрелкового полка 63-й стрелковой дивизии 5-й армии 3-го Белорусского фронта | красноармеец                           | 31.07.1926 — 30.07.1944        | [ БС 3 ] [ ГС 8 ] [ НЛ 8 ]      |
| 313   | Шишо́в Владимир Александрович                                                       | 23.11.1942            | авиация      | командир эскадрильи 233-го истребительного авиационного полка 286-й истребительной авиационной дивизии 1-й истребительной авиационной армии Брянского фронта                                                                                    | капитан                                | 15.07.1910 — 09.05.1969        | [ БС 3 ] [ ГС 9 ] [ НЛ 9 ]      |
| 314   | Шишо́в Леонид Михайлович                                                            | 13.04.1944            | авиация      | заместитель командира эскадрильи 61-го штурмового авиационного полка 291-й штурмовой авиационной дивизии 2-й воздушной армии 1-го Украинского фронта                                                                                            | лейтенант                              | 03.06.1922 — 22.01.1993        | [ БС 3 ] [ ГС 10 ] [ НЛ 10 ]    |
| 315   | Шишуно́в Иван Алексеевич                                                            | 29.06.1945            | пехота       | пулемётчик 322-го гвардейского стрелкового полка 103-й гвардейской стрелковой дивизии 9-й гвардейской армии 3-го Украинского фронта | гвардии младший сержант                | 21.01.1925 — 23.03.1945        | [ БС 3 ] [ ГС 11 ] [ НЛ 11 ]    |
| 316   | Шия́нов Георгий Михайлович                                                          | 01.05.1957            | авиация      | лётчик-испытатель Лётно-исследовательского института | —                                      | 07.12.1910 — 13.12.1995        | ——                              |
| 317   | Шия́нов Иван Иванович                                                               | 25.10.1943            | пехота       | командир 225-го стрелкового полка 23-й стрелковой дивизии 47-й армии Воронежского фронта | майор                                  | 19.10.1905 — 07.06.1982        | [ БС 4 ] [ ГС 13 ] [ НЛ 12 ]    |
| 318   | Шка́дов Иван Николаевич                                                             | 21.02.1978            | генерал      | начальник Главного управления кадров Министерства обороны СССР | генерал армии                          | 02.05.1913 — 15.02.1991        | ——                              |
| 319   | Шкапе́нко Владимир Ефимович укр. Шкапенко Володимир Юхимович                        | 27.02.1945            | пехота       | стрелок 1050-го стрелкового полка 301-й стрелковой дивизии 9-го стрелкового корпуса 5-й ударной армии 1-го Белорусского фронта | красноармеец                           | 1924 — 06.02.1945              | [ БС 4 ] [ ГС 15 ] [ НЛ 13 ]    |
| 320   | Шкарле́това Мария Савельевна укр. Шкарлетова Марія Савеліївна                       | 24.03.1945            | медики       | санинструктор 170-го гвардейского стрелкового полка 57-й гвардейской стрелковой дивизии 8-й гвардейской армии 1-го Белорусского фронта | гвардии старший сержант                | 03.02.1925 — 02.11.2003        | [ БС 4 ] [ ГС 16 ] [ НЛ 14 ]    |
| 321   | Шкару́ба Константин Фёдорович укр. Шкаруба Костянтин Федорович                      | 19.08.1944            | авиация      | заместитель командира эскадрильи 9-го гвардейского минно-торпедного авиационного полка 5-й минно-торпедной авиационной дивизии Военно-воздушных сил Северного флота                                                                             | гвардии капитан                        | 06.04.1915 — 14.03.1954        | [ БС 4 ] [ ГС 17 ] [ НЛ 15 ]    |
| 322   | Шка́тов Иван Васильевич                                                             | 24.03.1945            | пехота       | командир взвода 490-го стрелкового полка 192-й стрелковой дивизии 39-й армии 3-го Белорусского фронта | лейтенант                              | 05.12.1918 — 16.10.1944        | [ БС 4 ] [ ГС 18 ] [ НЛ 16 ]    |
| 323   | Шкенёв Григорий Александрович                                                      | 27.06.1945            | артиллерия   | командир дивизиона 459-го миномётного полка 25-го танкового корпуса 1-го Украинского фронта | старший лейтенант                      | 28.12.1907 — 21.11.1994        | [ БС 5 ] [ ГС 19 ] [ НЛ 17 ]    |
| 324   | Шкиль Василий Фёдорович укр. Шкіль Василь Федорович                                | 26.04.1944            | танкист      | командир взвода средних танков 64-й гвардейской танковой бригады 11-го гвардейского танкового корпуса 1-й танковой армии 1-го Украинского фронта                                                                                                | гвардии младший лейтенант              | 28.12.1919 — 20.04.1945        | [ БС 6 ] [ ГС 20 ] [ НЛ 18 ]    |
| 325   | Шкирёв Фёдор Александрович                                                         | 24.03.1945            | артиллерия   | командир отделения миномётной роты 1281-го стрелкового полка 60-й стрелковой дивизии 47-й армии 1-го Белорусского фронта | младший сержант                        | 05.03.1915 — 20.03.1989        | [ БС 6 ] [ ГС 21 ] [ НЛ 19 ]    |
| 326   | Шко́дин Пётр Тихонович                                                              | 18.05.1943            | пехота       | стрелок 78-го гвардейского стрелкового полка 25-й гвардейской стрелковой дивизии 6-й армии Юго-Западного фронта | гвардии красноармеец                   | 25.02.1923 — 05.03.1943        | [ БС 6 ] [ ГС 22 ] [ НЛ 20 ]    |
| 327   | Шко́нда Дмитрий Кириллович (Шко́нде Дмитрий Кириллович) укр. Шконда Дмитро Кирилович | 15.05.1946            | пехота       | автоматчик роты автоматчиков 986-го стрелкового полка 230-й стрелковой дивизии 5-й ударной армии 1-го Белорусского фронта | красноармеец                           | 22.08.1926 — 28.04.1945        | [ БС 6 ] [ ГС 23 ] [ НЛ 21 ]    |
| 328   | Шкрылёв Тимофей Калинович                                                          | 17.10.1943            | генерал      | командир 132-й стрелковой дивизии 60-й армии Центрального фронта | генерал-майор                          | 20.09.1904 — 18.11.1962        | [ БС 6 ] [ ГС 24 ] [ НЛ 22 ]    |
| 329   | Шкуле́пов Алексей Пантелеевич укр. Шкулепов Олексій Пантелійович                    | 01.07.1944            | авиация      | командир 949-го штурмового авиационного полка 211-й штурмовой авиационной дивизии 3-й воздушной армии 1-го Прибалтийского фронта | гвардии майор                          | 08.03.1909 — 19.01.1987        | [ БС 6 ] [ ГС 25 ] [ НЛ 23 ]    |
| 330   | Шкули́па Николай Иванович укр. Шкулiпа Микола Iванович                              | 22.07.1944            | пехота       | стрелок 992-го стрелкового полка 306-й стрелковой дивизии 43-й армии 1-го Прибалтийского фронта | красноармеец                           | 07.10.1924 — 19.12.1960        | [ БС 6 ] [ ГС 26 ] [ НЛ 24 ]    |
| 331   | Шкуно́в Михаил Алексеевич                                                           | 29.10.1943            | пехота       | командир 136-го гвардейского стрелкового полка 42-й гвардейской стрелковой дивизии 40-й армии Воронежского фронта | гвардии подполковник                   | 28.09.1910 — 24.06.1969        | [ БС 7 ] [ ГС 27 ] [ НЛ 25 ]    |
| 332   | Шкурако́в Михаил Ермилович                                                          | 24.03.1945            | пехота       | стрелок 375-го стрелкового полка 219-й стрелковой дивизии 3-й ударной армии 2-го Прибалтийского фронта | красноармеец                           | 1901 — 19.07.1944              | [ БС 8 ] [ ГС 28 ] [ НЛ 26 ]    |
| 333   | Шкура́т Дмитрий Иванович укр. Шкурат Дмитро Iванович                                | 13.09.1944            | пехота       | пулемётчик 682-го стрелкового полка 202-й стрелковой дивизии 27-й армии 2-го Украинского фронта | красноармеец                           | 14.04.1925 — 14.04.1944        | [ БС 8 ] [ ГС 29 ] [ НЛ 27 ]    |
| 334   | Шкурда́лов Евгений Викторович                                                       | 10.03.1944            | танкист      | старший адъютант танкового батальона 181-й танковой бригады 18-го танкового корпуса 5-й гвардейской танковой армии Воронежского фронта | гвардии старший лейтенант              | 01.07.1921 — 17.05.2000        | [ БС 8 ] [ ГС 30 ] [ НЛ 28 ]    |
| 335   | Шку́рин Василий Митрофанович                                                        | 17.10.1943            | пехота       | заместитель по строевой части командира батальона 1035-го стрелкового полка 280-й стрелковой дивизии 60-й армии Центрального фронта | капитан                                | 16.01.1916 — 03.10.1943        | [ БС 8 ] [ ГС 31 ] [ НЛ 29 ]    |
| 336   | Шкурко́ Макар Иванович укр. Шкурко Макар Іванович                                   | 31.05.1945            | пехота       | наводчик противотанкового ружья 1054-го стрелкового полка 301-й стрелковой дивизии 9-го стрелкового корпуса 5-й ударной армии 1-го Белорусского фронта                                                                                          | старший сержант                        | 17.09.1914 — 29.04.1945        | [ БС 8 ] [ ГС 32 ] [ НЛ 30 ]    |
| 337   | Шкурко́ Роман Агафьевич укр. Шкурко Роман Агапійович                                | 10.01.1944            | инженер      | сапёр сапёрного взвода 797-го стрелкового полка 232-й стрелковой дивизии 38-й армии Воронежского фронта | красноармеец                           | 23.06.1908 — 07.10.1979        | [ БС 8 ] [ ГС 33 ] [ НЛ 31 ]    |
| 338   | Шлёмин Иван Тимофеевич                                                             | 01.07.1945            | генерал      | командующий войсками 6-й армии 3-го Украинского фронта | генерал-лейтенант                      | 21.03.1898 — 10.01.1969        | [ БС 9 ] [ ГС 34 ] [ НЛ 32 ]    |
| 339   | Шле́мов Николай Тихонович                                                           | 22.02.1944            | инженер      | заместитель командира отделения 217-го отдельного батальона инженерных заграждений 44-й отдельной инженерной бригады специального назначения РГК в составе 6-й армии 3-го Украинского фронта                                                    | красноармеец                           | 12.04.1908 — 30.08.1969        | [ БС 10 ] [ ГС 35 ] [ НЛ 33 ]   |
| 340   | Шле́пов Виктор Петрович                                                             | 28.09.1943            | авиация      | командир эскадрильи 41-го гвардейского истребительного авиационного полка 8-й гвардейской истребительной авиационной дивизии 5-го истребительного авиационного корпуса 2-й воздушной армии Воронежского фронта                                  | гвардии капитан                        | 02.02.1915 — 23.03.1954        | [ БС 10 ] [ ГС 36 ] [ НЛ 34 ]   |
| 341   | Шлюйко́в Пётр Иванович                                                              | 31.03.1943            | артиллерия   | заместитель командира миномётной роты 171-го стрелкового полка 182-й стрелковой дивизии 11-й армии Северо-Западного фронта | старший лейтенант                      | 10.07.1922 — 22.01.1957        | [ БС 10 ] [ ГС 37 ] [ НЛ 35 ]   |
| 342   | Шля́ев Николай Васильевич                                                           | 21.02.1945            | артиллерия   | наводчик орудия 275-го гвардейского истребительно-противотанкового артиллерийского полка 4-й гвардейской истребительно-противотанковой артиллерийской бригады РГК в составе 69-й армии 1-го Белорусского фронта                                 | гвардии старший сержант                | 18.05.1924 — 01.03.1993        | [ БС 10 ] [ ГС 38 ] [ НЛ 36 ]   |
| 343   | Шля́ков Иван Дмитриевич                                                             | 28.04.1945            | танкист      | командир взвода танков Т-34 23-го гвардейского танкового полка 4-й гвардейской механизированной бригады 2-го гвардейского механизированного корпуса 46-й армии 2-го Украинского фронта                                                          | гвардии лейтенант                      | 1920 — 05.01.1945              | [ БС 10 ] [ ГС 39 ] [ НЛ 37 ]   |
| 344   | Шля́пин Геннадий Фадеевич                                                           | 22.07.1944            | пехота       | командир 196-го гвардейского стрелкового полка 67-й гвардейской стрелковой дивизии 6-й гвардейской армии 1-го Прибалтийского фронта | гвардии майор                          | 13.08.1912 — 13.08.1970        | [ БС 11 ] [ ГС 40 ] [ НЛ 38 ]   |
| 345   | Шля́хтич Алексей Константинович укр. Шляхтич Олексій Костянтинович                  | 27.02.1945            | пехота       | командир взвода 1285-го стрелкового полка 60-й стрелковой дивизии 47-й армии 1-го Белорусского фронта | лейтенант                              | 17.03.1924 — 22.12.1981        | [ БС 12 ] [ ГС 41 ] [ НЛ 39 ]   |
| 346   | Шля́хтуров Пётр Петрович                                                            | 24.03.1945            | артиллерия   | наводчик миномёта 1281-го стрелкового полка 60-й стрелковой дивизии 47-й армии 1-го Белорусского фронта | младший сержант                        | 01.04.1911 — 03.05.1960        | [ БС 12 ] [ ГС 42 ] [ НЛ 40 ]   |
| 347   | Шма́ков Анатолий Иванович                                                           | 18.08.1945            | авиация      | старший лётчик 783-го штурмового авиационного полка 199-й штурмовой авиационной дивизии 4-го штурмового авиационного корпуса 4-й воздушной армии 2-го Белорусского фронта                                                                       | лейтенант                              | 08.12.1921 — 16.02.2012        | [ БС 12 ] [ ГС 43 ] [ НЛ 41 ]   |
| 348   | Шма́ков Василий Иванович                                                            | 21.07.1944            | пехота       | командир батальона 1063-го стрелкового полка 272-й стрелковой дивизии 7-й армии Карельского фронта | капитан                                | 23.07.1916 — 23.06.1944        | [ БС 12 ] [ ГС 44 ] [ НЛ 42 ]   |
| 349   | Шмарово́з Григорий Степанович                                                       | 10.01.1944            | пехота       | командир пулемётного взвода 29-го стрелкового полка 38-й стрелковой дивизии 40-й армии Воронежского фронта | старшина                               | 21.01.1912 — 06.01.2001        | [ БС 12 ] [ ГС 45 ] [ НЛ 43 ]   |
| 350   | Шма́тов Максим Васильевич                                                           | 24.03.1945            | пехота       | заместитель командира стрелкового батальона 305-го гвардейского стрелкового полка 108-й гвардейской стрелковой дивизии 46-й армии 2-го Украинского фронта                                                                                       | гвардии старший лейтенант              | 17.01.1914 — 05.10.1984        | [ БС 12 ] [ ГС 46 ] [ НЛ 44 ]   |
| 351   | Шмату́ха Пётр Сидорович укр. Шматуха Петро Сидорович                                | 26.10.1943            | артиллерия   | наводчик орудия 115-го гвардейского истребительно-противотанкового артиллерийского полка 7-й гвардейской армии Степного фронта | гвардии сержант                        | 22.06.1922 — 14.01.1996        | [ БС 12 ] [ ГС 47 ] [ НЛ 45 ]   |
| 352   | Шмелёв Борис Елисеевич                                                             | 24.03.1945            | танкист      | старший механик-водитель танка 46-го отдельного гвардейского танкового полка прорыва 23-й армии Ленинградского фронта | гвардии старший сержант                | 15.05.1914 — 27.11.1990        | [ БС 13 ] [ ГС 48 ] [ НЛ 46 ]   |
| 353   | Шмелёв Илья Васильевич                                                             | 24.08.1943            | авиация      | командир эскадрильи 4-го истребительного авиационного полка 287-й истребительной авиационной дивизии 4-й воздушной армии Северо-Кавказского фронта                                                                                              | майор                                  | 02.08.1917 — 25.12.1979        | [ БС 14 ] [ ГС 49 ] [ НЛ 47 ]   |
| 354   | Шмелёв Николай Александрович                                                       | 18.08.1945            | авиация      | заместитель командира и штурман эскадрильи 707-го штурмового авиационного полка 189-й штурмовой авиационной дивизии 17-й воздушной армии 3-го Украинского фронта                                                                                | старший лейтенант                      | 15.11.1922 — 08.08.1986        | [ БС 14 ] [ ГС 50 ] [ НЛ 48 ]   |
| 355   | Шмелько́в Николай Иванович                                                          | 31.12.1936            | авиация      | лётчик-истребитель отдельной истребительной авиационной эскадрильи добровольческой авиационной группы в войсках республиканской Испании | лейтенант                              | 05.05.1912 — 24.03.1967        | ——                              |
| 356   | Шме́нкель Фриц Пауль (Шменкель Фриц Паулевич) нем. Schmenkel Fritz Hans Werner      | 06.10.1964            | партизан     | активный участник партизанской борьбы на территории Калининской области и в Белоруссии, боец партизанского отряда «Смерть фашизму» 3-й Вадинской партизанской бригады, позднее заместитель командира диверсионно-разведывательной группы «Поле» | —                                      | 14.02.1916 — 22.02.1944        | ——                              |
| 357   | Шмиго́ль Пётр Лукич                                                                 | 26.10.1944            | авиация      | заместитель командира и штурман эскадрильи 92-го гвардейского штурмового авиационного полка 4-й гвардейской штурмовой авиационной дивизии 2-й воздушной армии 1-го Украинского фронта                                                           | гвардии старший лейтенант              | 23.12.1918 — 16.04.1998        | [ БС 14 ] [ ГС 53 ] [ НЛ 49 ]   |
| 358   | Шмидт Отто Юльевич нем. Schmidt Otto Friedrich Julius                              | 27.06.1937            | учёные       | советский исследователь Арктики, учёный в области математики и астрономии, академик АН СССР | —                                      | 30.09.1891 — 07.09.1956        | ——                              |
| 359   | Шмо́нин Дмитрий Андреевич                                                           | 15.01.1944            | пехота       | стрелок 215-го гвардейского стрелкового полка 77-й гвардейской стрелковой дивизии 61-й армии Центрального фронта | гвардии красноармеец                   | 09.11.1925 — 02.06.1971        | [ БС 14 ] [ ГС 55 ] [ НЛ 50 ]   |
| 360   | Шморгу́н Николай Иванович укр. Шморгун Микола Iванович                              | 15.01.1944            | артиллерия   | командир расчёта противотанкового ружья 7-го гвардейского истребительно-противотанкового дивизиона 7-го гвардейского кавалерийского корпуса 61-й армии Центрального фронта                                                                      | гвардии красноармеец                   | 13.01.1913 — 30.01.1944        | [ БС 14 ] [ ГС 56 ] [ НЛ 51 ]   |
| 361   | Шмо́тов Борис Леонтьевич                                                            | 24.03.1945            | пехота       | командир роты 412-го стрелкового полка 1-й стрелковой дивизии 70-й армии 1-го Белорусского фронта | старший лейтенант                      | 07.11.1923 — 13.08.1944        | [ БС 16 ] [ ГС 57 ] [ НЛ 52 ]   |
| 362   | Шмыг Иван Николаевич укр. Шмиг Іван Миколайович                                    | 15.05.1946            | пехота       | командир отделения 990-го стрелкового полка 230-й стрелковой дивизии 5-й ударной армии 1-го Белорусского фронта | младший сержант                        | 27.11.1923 — 19.08.1984        | [ БС 16 ] [ ГС 58 ] [ НЛ 53 ]   |
| 363   | Шмыгу́н Аркадий Карпович бел. Шмыгун Аркадзь Карпавіч                               | 31.05.1945            | пехота       | командир 277-го стрелкового полка 175-й стрелковой дивизии 47-й армии 1-го Белорусского фронта | майор                                  | 05.11.1908 — 16.04.1945        | [ БС 16 ] [ ГС 59 ] [ НЛ 54 ]   |
| 364   | Шмырёв Минай Филиппович бел. Шмыроў Мінай Піліпавіч                                | 15.08.1944            | партизан     | активный участник партизанской борьбы в Белоруссии, командир 1-й Белорусской партизанской бригады | —                                      | 23.12.1891 — 03.09.1964        | [ БС 16 ] [ ГС 60 ] [ НЛ 55 ]   |
| 365   | Шмы́рин Фёдор Сергеевич                                                             | 15.05.1946            | авиация      | командир звена 175-го гвардейского штурмового авиационного полка 11-й гвардейской штурмовой авиационной дивизии 16-й воздушной армии 1-го Белорусского фронта                                                                                   | гвардии младший лейтенант              | 06.09.1920 — 06.08.2001        | [ БС 16 ] [ ГС 61 ] [ НЛ 56 ]   |
| 366   | Шне́йдерман Михаил Ефимович ивр. מיכאיל יפימוביץ' שניידרמן‎                          | 27.06.1945            | танкист      | командир танка Mk V 87-го танкового полка 7-й гвардейской кавалерийской дивизии 1-го гвардейского кавалерийского корпуса 1-го Украинского фронта                                                                                                | младший лейтенант                      | 20.02.1909 — 24.06.1981        | [ БС 16 ] [ ГС 62 ] [ НЛ 57 ]   |
| 367   | Шоку́ров Александр Алексеевич                                                       | 27.06.1945            | авиация      | заместитель командира эскадрильи 156-го гвардейского истребительного авиационного полка 12-й гвардейской истребительной авиационной дивизии 1-го гвардейского штурмового авиационного корпуса 2-й воздушной армии 1-го Украинского фронта       | гвардии старший лейтенант              | 17.11.1920 — 19.07.1994        | [ БС 16 ] [ ГС 63 ] [ НЛ 58 ]   |
| 368   | Шо́лохов Дмитрий Дмитриевич                                                         | 02.12.1942            | танкист      | командир танкового взвода 349-го танкового батальона 158-й танковой бригады 13-го танкового корпуса Юго-Западного фронта | старший лейтенант                      | 16.10.1920 — 27.06.1983        | [ БС 16 ] [ ГС 64 ] [ НЛ 59 ]   |
| 369   | Шолуде́нко Никифор Никитович укр. Шолуденко Никифор Микитович                       | 03.06.1944            | пехота       | командир разведывательного взвода роты управления 22-й гвардейской танковой бригады 5-го гвардейского танкового корпуса 38-й армии 1-го Украинского фронта                                                                                      | гвардии старшина                       | 19.06.1919 — 05.11.1943        | [ БС 17 ] [ ГС 65 ] [ НЛ 60 ]   |
| 370   | Шо́мин Александр Константинович                                                     | 24.03.1945            | пехота       | помощник командира взвода 1090-го стрелкового полка 323-й стрелковой дивизии 3-й армии, 1-го Белорусского фронта | старший сержант                        | 21.06.1906 — 26.06.1944        | [ БС 17 ] [ ГС 66 ] [ НЛ 61 ]   |
| 371   | Шо́нин Георгий Степанович                                                           | 22.10.1969            | космонавт    | командир космического корабля «Союз-6» | полковник                              | 03.08.1935 — 07.04.1997        | ——                              |
| 372   | Шо́пин Александр Самойлович                                                         | 20.12.1943            | пехота       | командир взвода 11-й гвардейской отдельной мотострелковой разведывательной роты 14-й гвардейской стрелковой дивизии 57-й армии Степного фронта                                                                                                  | гвардии лейтенант                      | 18.08.1917 — 11.10.1982        | [ БС 17 ] [ ГС 68 ] [ НЛ 62 ]   |
| 373   | Шо́пин Борис Васильевич                                                             | 13.09.1944            | пехота       | командир отделения роты автоматчиков 1127-го стрелкового полка 337-й стрелковой дивизии 27-й армии 2-го Украинского фронта | красноармеец                           | 07.12.1923 — 30.05.1944        | [ БС 17 ] [ ГС 69 ] [ НЛ 63 ]   |
| 374   | Шопо́ков Дуйшенкул кирг. Шопоков Дүйшөнкул                                          | 21.07.1942            | пехота       | стрелок 1075-го стрелкового полка 316-й стрелковой дивизии 16-й армии Западного фронта | красноармеец                           | 19.05.1915 — 16.11.1941        | [ БС 17 ] [ ГС 70 ] [ НЛ 64 ]   |
| 375   | Шо́рников Александр Сергеевич                                                       | 20.06.1944            | авиация      | командир корабля 1-й авиационной транспортной дивизии Главного командования ВВС СССР | майор                                  | 31.10.1912 — 18.11.1983        | [ БС 17 ] [ ГС 71 ] [ НЛ 65 ]   |
| 376   | Шо́рников Василий Петрович                                                          | 29.06.1945            | пехота       | командир батальона 356-го стрелкового полка 343-й стрелковой дивизии 50-й армии 3-го Белорусского фронта | майор                                  | 29.12.1904 — 07.12.1982        | [ БС 17 ] [ ГС 72 ] [ НЛ 66 ]   |
| 377   | Шо́рников Николай Анатольевич                                                       | 21.10.1980            | комиссар     | заместитель по политической части командира мотострелковой роты 66-й отдельной мотострелковой бригады 40-й армии ограниченного контингента советских войск в Афганистане                                                                        | старший лейтенант                      | 10.12.1953 — 11.05.1980        | ——                              |
| 378   | Шоста́цкий Григорий Николаевич укр. Шостацький Григорій Миколайович                 | 06.04.1945            | пехота       | командир 94-й гвардейской стрелковой дивизии 5-й ударной армии 1-го Белорусского фронта | гвардии полковник                      | 27.10.1908 — 31.01.1945        | [ БС 18 ] [ ГС 74 ] [ НЛ 67 ]   |
| 379   | Шо́хин Николай Михайлович                                                           | 24.03.1945            | пехота       | командир пулемётного отделения 1264-го стрелкового полка 380-й стрелковой дивизии 50-й армии 2-го Белорусского фронта | красноармеец                           | 19.12.1913 — 17.06.1988        | [ БС 18 ] [ ГС 75 ] [ НЛ 68 ]   |
| 380   | Шо́шин Владимир Никифорович                                                         | 27.02.1945            | пехота       | командир роты 212-го стрелкового полка 49-й стрелковой дивизии 62-го стрелкового корпуса 33-й армии 1-го Белорусского фронта | лейтенант                              | 01.01.1911 — 01.06.1989        | [ БС 18 ] [ ГС 76 ] [ НЛ 69 ]   |
| 381   | Шпа́гин Василий Никифорович                                                         | 23.09.1944            | артиллерия   | командир орудия 917-го артиллерийского полка 350-й стрелковой дивизии 24-го стрелкового корпуса 13-й армии 1-го Украинского фронта | сержант                                | 19.01.1913 — 18.09.1995        | [ БС 18 ] [ ГС 77 ] [ НЛ 70 ]   |
| 382   | Шпак Кузьма Викторович                                                             | 20.04.1945            | морской флот | заместитель командира отделения роты автоматчиков 384-го отдельного батальона морской пехоты Одесской военно-морской базы Черноморского флота                                                                                                   | старшина 1-й статьи                    | 1918 — 10.04.1944              | [ БС 18 ] [ ГС 78 ] [ НЛ 71 ]   |
| 383   | Шпак Пётр Савельевич укр. Шпак Петро Савелiйович                                   | 24.03.1945            | пехота       | стрелок 729-го стрелкового полка 145-й стрелковой дивизии 43-й армии 1-го Прибалтийского фронта | красноармеец                           | 15.06.1915 — 10.04.1977        | [ БС 18 ] [ ГС 79 ] [ НЛ 72 ]   |
| 384   | Шпако́вский Сергей Петрович укр. Шпаковський Сергій Петрович                        | 01.11.1943            | пехота       | командир взвода 496-й отдельной разведывательной роты 236-й стрелковой дивизии 46-й армии Степного фронта | лейтенант                              | 19.10.1918 — 23.04.1991        | [ БС 18 ] [ ГС 80 ] [ НЛ 73 ]   |
| 385   | Шпе́тный Павел Иванович укр. Шпетний Павло Іванович                                 | 10.01.1944            | пехота       | командир взвода противотанковых ружей 284-го гвардейского стрелкового полка 95-й гвардейской стрелковой дивизии 5-й гвардейской армии Воронежского фронта                                                                                       | гвардии старший лейтенант              | 1913 — 13.07.1943              | [ БС 19 ] [ ГС 81 ] [ НЛ 74 ]   |
| 386   | Шпигуно́в Иван Михайлович                                                           | 04.02.1943            | танкист      | командир танковой роты 380-го танкового батальона 174-й танковой бригады 60-й армии Воронежского фронта | лейтенант                              | 08.10.1913 — 19.09.1961        | [ БС 20 ] [ ГС 82 ] [ НЛ 75 ]   |
| 387   | Шпилько́ Павел Иванович укр. Шпилько Павло Іванович                                 | 27.06.1945            | артиллерия   | командир артиллерийского дивизиона 23-й гвардейской мотострелковой бригады 7-го гвардейского танкового корпуса 3-й гвардейской танковой армии 1-го Украинского фронта                                                                           | гвардии майор                          | 30.08.1912 — 24.03.1968        | [ БС 20 ] [ ГС 83 ] [ НЛ 76 ]   |
| 388   | Шпилько́в Григорий Андреевич                                                        | 29.06.1945            | авиация      | лётчик 74-го гвардейского штурмового авиационного полка 1-й гвардейской штурмовой авиационной дивизии 1-й воздушной армии 3-го Белорусского фронта                                                                                              | гвардии младший лейтенант              | 25.12.1922 — 30.07.1990        | [ БС 20 ] [ ГС 84 ] [ НЛ 77 ]   |
| 389   | Шпуняко́в Сергей Павлович                                                           | 15.05.1946            | авиация      | заместитель командира и штурман эскадрильи 402-го истребительного авиационного полка 265-й истребительной авиационной дивизии 3-го истребительного авиационного корпуса 16-й воздушной армии 1-го Белорусского фронта                           | старший лейтенант                      | 14.09.1922 — 02.01.2004        | [ БС 20 ] [ ГС 85 ] [ НЛ 78 ]   |
| 390   | Шта́нев Яков Иванович                                                               | 23.02.1948            | авиация      | заместитель начальника штаба 121-го гвардейского бомбардировочного авиационного полка 11-й гвардейской бомбардировочной авиационной дивизии 1-го гвардейского бомбардировочного авиационного корпуса 18-й воздушной армии                       | гвардии майор                          | 12.04.1916 — 14.08.1998        | [ БС 20 ] [ ГС 86 ] [ НЛ 79 ]   |
| 391   | Штанько́ Степан Федотович укр. Штанько Степан Федотович                             | 16.05.1944            | артиллерия   | командир батареи 98-го гвардейского артиллерийского полка 11-го гвардейского стрелкового корпуса Отдельной Приморской армии | гвардии старший лейтенант              | 28.02.1922 — 22.09.1981        | [ БС 21 ] [ ГС 87 ] [ НЛ 80 ]   |
| 392   | Штанько́ Филипп Феофанович укр. Штанько Пилип Феофанович                            | 13.09.1944            | пехота       | командир 56-й мотострелковой бригады 23-го танкового корпуса 2-го Украинского фронта | полковник                              | 02.07.1905 — 20.04.1993        | [ БС 22 ] [ ГС 88 ] [ НЛ 81 ]   |
| 393   | Ште́льмах Дмитрий Лаврентьевич укр. Штельмах Дмитро Лаврентійович                   | 13.09.1944            | пехота       | командир 797-го стрелкового полка 232-й стрелковой дивизии 40-й армии 2-го Украинского фронта | полковник                              | 26.11.1902 — 03.07.1971        | [ БС 22 ] [ ГС 89 ] [ НЛ 82 ]   |
| 394   | Штепе́нко Александр Павлович укр. Штепенко Олександр Павлович                       | 20.06.1942            | авиация      | штурман эскадрильи 746-го авиационного полка 3-й авиационной дивизии авиации дальнего действия СССР | майор                                  | 10.10.1904 — 15.01.1972        | [ БС 22 ] [ ГС 90 ] [ НЛ 83 ]   |
| 395   | Штерн Григорий Михайлович ивр. גריגורי שטרן‎                                        | 29.08.1939            | генерал      | руководитель фронтового управления по координации действий советских войск на Дальнем Востоке и Монгольской народно-революционной армии | командарм 2-го ранга                   | 06.08.1900 — 28.10.1941        | ——                              |
| 396   | Што́нда Григорий Егорович укр. Штонда Григорій Єгорович                             | 20.12.1943            | пехота       | пулемётчик 175-го гвардейского стрелкового полка 58-й гвардейской стрелковой дивизии 57-й армии Степного фронта | гвардии ефрейтор                       | 06.08.1901 — 14.02.1960        | [ БС 22 ] [ ГС 92 ] [ НЛ 84 ]   |
| 397   | Штри́голь Виктор Михайлович укр. Штриголь Віктор Михайлович                         | 19.03.1944            | пехота       | командир 112-го гвардейского стрелкового полка 39-й гвардейской стрелковой дивизии 8-й гвардейской армии 3-го Украинского фронта | гвардии подполковник                   | 02.11.1905 — 03.01.1965        | [ БС 22 ] [ ГС 93 ] [ НЛ 85 ]   |
| 398   | Штря́кин Матвей Иванович                                                            | 18.08.1945            | авиация      | командир звена 810-го штурмового авиационного полка 225-й штурмовой авиационной дивизии 11-го смешанного авиационного корпуса 15-й воздушной армии 2-го Прибалтийского фронта                                                                   | лейтенант                              | 27.12.1915 — 23.04.1990        | [ БС 23 ] [ ГС 94 ] [ НЛ 86 ]   |
| 399   | Шу́бин Алексей Петрович                                                             | 19.04.1945            | артиллерия   | командир батареи 45-мм пушек 550-го стрелкового полка 126-й стрелковой дивизии 43-й армии 3-го Белорусского фронта | сержант                                | 05.03.1912 — 01.02.1986        | [ БС 24 ] [ ГС 95 ] [ НЛ 87 ]   |
| 400   | Шу́бин Андрей Сергеевич                                                             | 13.09.1944            | артиллерия   | командир роты противотанковых ружей 350-го отдельного истребительно-противотанкового дивизиона 294-й стрелковой дивизии 52-й армии 2-го Украинского фронта                                                                                      | капитан                                | 1916 — 21.08.1944              | [ БС 24 ] [ ГС 96 ] [ НЛ 88 ]   |
| 401   | Шу́бин Василий Алексеевич                                                           | 26.10.1943            | артиллерия   | командир 1848-го истребительно-противотанкового артиллерийского полка 30-й отдельной истребительно-противотанковой артиллерийской бригады РГК в составе 7-й гвардейской армии Степного фронта                                                   | гвардии майор                          | 13.03.1904 — 23.03.1964        | [ БС 24 ] [ ГС 97 ] [ НЛ 89 ]   |
| 402   | Шу́бников Александр Павлович                                                        | 27.06.1945            | пехота       | заместитель командира батальона 265-го стрелкового полка 20-й стрелковой дивизии 28-й армии 1-го Украинского фронта | капитан                                | 23.08.1923 — 10.11.1984        | [ БС 24 ] [ ГС 98 ] [ НЛ 90 ]   |
| 403   | Шува́ев Александр Иосифович                                                         | 17.10.1943            | комиссар     | заместитель по политической части командира батальона 248-й отдельной курсантской стрелковой бригады 60-й армии Центрального фронта | капитан                                | 30.06.1917 — 10.07.1975        | [ БС 24 ] [ ГС 99 ] [ НЛ 91 ]   |
| 404   | Шува́лов Константин Фомич                                                           | 15.01.1944            | комиссар     | парторг батальона 467-го стрелкового полка 81-й стрелковой дивизии 61-й армии Центрального фронта | лейтенант                              | 10.03.1912 — 01.03.1999        | [ БС 24 ] [ ГС 100 ] [ НЛ 92 ]  |
| 405   | Шува́лов Николай Иванович                                                           | 13.09.1944            | пехота       | командир батальона 861-го стрелкового полка 294-й стрелковой дивизии 73-го стрелкового корпуса 52-й армии 2-го Украинского фронта | капитан                                | 20.10.1918 — 12.01.1945        | [ БС 24 ] [ ГС 101 ] [ НЛ 93 ]  |
| 406   | Шува́лов Сергей Михайлович                                                          | 21.04.1940            | комиссар     | помощник по комсомольской работе командира 12-й отдельной истребительной авиационной эскадрильи 61-й истребительной авиационной бригады Военно-воздушных сил Балтийского флота                                                                  | лейтенант                              | 24.06.1916 — 21.09.1940        | ——                              |
| 407   | Шуга́ев Василий Минаевич                                                            | 06.04.1945            | пехота       | командир 47-й гвардейской стрелковой дивизии 8-й гвардейской армии 1-го Белорусского фронта | гвардии полковник                      | 09.04.1905 — 21.11.1976        | [ БС 25 ] [ ГС 103 ] [ НЛ 94 ]  |
| 408   | Шукли́н Илья Захарович                                                              | 26.10.1943            | артиллерия   | командир батареи 172-го гвардейского артиллерийского полка 79-й гвардейской стрелковой дивизии 8-й гвардейской армии Юго-Западного фронта | гвардии старший лейтенант              | 02.08.1922 — 21.07.1943        | [ БС 25 ] [ ГС 104 ] [ НЛ 95 ]  |
| 409   | Шуку́ров Ахмеджан (Шукуров Ахметжан) узб. Shukurov Ahmadjon                         | 27.08.1943            | пехота       | пулемётчик 336-го стрелкового полка 5-й стрелковой дивизии 63-й армии Брянского фронта | сержант                                | 05.06.1909 — 14.05.1990        | [ БС 25 ] [ ГС 105 ] [ НЛ 96 ]  |
| 410   | Шукю́ров Ширин Агабала оглы азерб. Şükürov Şirin Ağabala oğlu                       | 27.02.1945            | пехота       | стрелок 1133-го стрелкового полка 339-й стрелковой дивизии 33-й армии 1-го Белорусского фронта | красноармеец                           | 21.03.1910 — 21.09.1987        | [ БС 25 ] [ ГС 106 ] [ НЛ 97 ]  |
| 411   | Шула́ев Константин Дмитриевич                                                       | 20.12.1943            | связисты     | временно исполнящий должность командира телефонно-кабельного взвода 87-й гвардейской отдельной роты связи 58-й гвардейской стрелковой дивизии 57-й армии Степного фронта                                                                        | гвардии старший сержант                | 04.03.1915 — 01.09.1986        | [ БС 25 ] [ ГС 107 ] [ НЛ 98 ]  |
| 412   | Шуле́пов Геннадий Александрович                                                     | 17.10.1943            | комиссар     | заместитель по политической части командира батальона 385-го стрелкового полка 112-й стрелковой дивизии 60-й армии Центрального фронта | капитан                                | 23.08.1914 — 22.01.1975        | [ БС 25 ] [ ГС 108 ] [ НЛ 99 ]  |
| 413   | Шульга́ Василий Павлович укр. Шульга Василь Павлович                                | 06.04.1945            | генерал      | командир 274-й стрелковой дивизии 69-й армии 1-го Белорусского фронта | генерал-майор                          | 26.04.1903 — 30.12.1989        | [ БС 26 ] [ ГС 109 ] [ НЛ 100 ] |
| 414   | Шульга́ Семён Никифорович укр. Шульга Семен Никифорович                             | 10.04.1945            | инженер      | командир отделения 56-го отдельного инженерно-сапёрного батальона 62-й отдельной инженерно-сапёрной бригады 6-й армии 1-го Украинского фронта                                                                                                   | сержант                                | 14.09.1912 — 26.10.1960        | [ БС 27 ] [ ГС 110 ] [ НЛ 101 ] |
| 415   | Шульги́н Александр Иванович укр. Шульгин Олександр Іванович                         | 22.02.1944            | комиссар     | заместитель по политической части командира 45-го гвардейского отдельного сапёрного батальона 39-й гвардейской стрелковой дивизии 8-й гвардейской армии 3-го Украинского фронта                                                                 | гвардии майор                          | 11.02.1911 — 25.03.1972        | [ БС 27 ] [ ГС 111 ] [ НЛ 102 ] |
| 416   | Шульги́н Борис Владимирович                                                         | 06.04.1945            | танкист      | командир 17-й гвардейской танковой бригады 1-го гвардейского танкового корпуса 65-й армии 1-го Белорусского фронта | гвардии полковник                      | 12.09.1905 — 01.11.1962        | [ БС 27 ] [ ГС 112 ] [ НЛ 103 ] |
| 417   | Шульже́нко Леонид Владимирович                                                      | 06.12.1949            | авиация      | командир звена 104-го транспортного авиационного полка Дальней авиации, участник высокоширотных воздушных экспедиций «Север-2» и «Север-4» | капитан                                | 08.08.1913 — 20.07.1987        | ——                              |
| 418   | Шульже́нко Николай Семёнович укр. Шульженко Микола Семенович                        | 10.04.1945            | артиллерия   | командир 504-го пушечного артиллерийского полка 200-й отдельной лёгкой артиллерийской бригады 4-й танковой армии 1-го Украинского фронта | подполковник                           | 21.12.1913 — 17.04.1980        | [ БС 27 ] [ ГС 114 ] [ НЛ 104 ] |
| 419   | Шульц Михаил Михайлович                                                            | 16.10.1943            | пехота       | помощник командира взвода 207-го гвардейского стрелкового полка 70-й гвардейской стрелковой дивизии 13-й армии Центрального фронта | гвардии старший сержант                | 09.05.1924 — 10.10.1982        | [ БС 28 ] [ ГС 115 ] [ НЛ 105 ] |
| 420   | Шуля́тиков Василий Александрович                                                    | 29.10.1943            | связисты     | командир телефонно-кабельного взвода 863-й отдельной роты связи 163-й стрелковой дивизии 38-й армии Воронежского фронта | старший лейтенант                      | 09.12.1917 — 15.02.2009        | [ БС 29 ] [ ГС 116 ] [ НЛ 106 ] |
| 421   | Шумавцо́в Алексей Семёнович                                                         | 12.10.1957            | партизан     | активный участник партизанской борьбы в Орловской области, руководитель Людиновской подпольной комсомольской группы | —                                      | 27.03.1925 — 10.11.1942        | ——                              |
| 422   | Шумако́в Георгий Евгеньевич                                                         | 21.02.1945            | артиллерия   | командир батареи 786-го лёгкого артиллерийского полка 46-й лёгкой артиллерийской бригады 12-й артиллерийской дивизии прорыва РГК в составе 69-й армии 1-го Белорусского фронта                                                                  | лейтенант                              | 29.09.1923 — 21.04.1945        | [ БС 29 ] [ ГС 118 ] [ НЛ 107 ] |
| 423   | Шумако́в Захар Егорович                                                             | 17.10.1943            | пехота       | стрелок 105-го стрелкового полка 121-й стрелковой дивизии 60-й армии Центрального фронта | ефрейтор                               | 22.09.1899 — 06.06.1971        | [ БС 29 ] [ ГС 119 ] [ НЛ 108 ] |
| 424   | Шумако́в Яков Сергеевич                                                             | 18.11.1944            | артиллерия   | командир орудия 17-го артиллерийского полка 137-й стрелковой дивизии 48-й армии 1-го Белорусского фронта | старший сержант                        | 05.11.1919 — 04.09.1944        | [ БС 29 ] [ ГС 120 ] [ НЛ 109 ] |
| 425   | Шуме́йко Авксентий Андреевич укр. Шумейко Авксентій Андрійович                      | 02.08.1944            | авиация      | заместитель командира 12-го бомбардировочного авиационного полка 334-й бомбардировочной авиационной дивизии 13-й воздушной армии Ленинградского фронта                                                                                          | майор                                  | 01.01.1908 — 10.06.1944        | [ БС 29 ] [ ГС 121 ] [ НЛ 110 ] |
| 426   | Шуме́йко Григорий Григорьевич                                                       | 27.02.1945            | танкист      | командир танкового взвода 50-й гвардейской танковой бригады 9-го гвардейского танкового корпуса 2-й гвардейской танковой армии 1-го Белорусского фронта                                                                                         | гвардии лейтенант                      | 12.12.1923 — 01.05.1977        | [ БС 29 ] [ ГС 122 ] [ НЛ 111 ] |
| 427   | Шуме́йко Николай Артемьевич укр. Шумейко Микола Артемович                           | 10.04.1945            | артиллерия   | командир дивизиона 1220-го гаубичного артиллерийского полка 58-й гаубичной артиллерийской бригады 18-й артиллерийской дивизии прорыва РГК в составе 65-й армии 2-го Белорусского фронта                                                         | капитан                                | 15.12.1921 — 07.07.1993        | [ БС 30 ] [ ГС 123 ] [ НЛ 112 ] |
| 428   | Шуме́йко Пётр Иванович                                                              | 21.07.1944            | пехота       | командир 363-го стрелкового полка 114-й стрелковой дивизии 7-й армии Карельского фронта | майор                                  | 21.01.1912 — 21.04.1999        | [ БС 31 ] [ ГС 124 ] [ НЛ 113 ] |
| 429   | Шумелёв Александр Прокопьевич                                                      | 10.01.1944            | артиллерия   | командир огневого взвода артиллерийского дивизиона 22-й гвардейской мотострелковой бригады 6-го гвардейского танкового корпуса 3-й гвардейской танковой армии 1-го Украинского фронта                                                           | гвардии младший лейтенант              | 07.09.1913 — 19.04.1945        | [ БС 31 ] [ ГС 125 ] [ НЛ 114 ] |
| 430   | Шумили́хин Иван Михайлович                                                          | 01.07.1944            | артиллерия   | командир 1432-го лёгкого артиллерийского полка 37-й лёгкой артиллерийской бригады 17-й артиллерийской дивизии прорыва РГК в составе 38-й армии 1-го Украинского фронта                                                                          | подполковник                           | 13.06.1914 — 18.04.1945        | [ БС 31 ] [ ГС 126 ] [ НЛ 115 ] |
| 431   | Шуми́лов Анатолий Иванович                                                          | 27.02.1945            | танкист      | командир роты танков Т-34 49-й гвардейской танковой бригады 12-го гвардейского танкового корпуса 2-й гвардейской танковой армии 1-го Белорусского фронта                                                                                        | гвардии лейтенант                      | 21.09.1915 — 25.02.2002        | [ БС 31 ] [ ГС 127 ] [ НЛ 116 ] |
| 432   | Шуми́лов Иван Петрович укр. Шумилов Іван Петрович                                   | 04.03.1942            | авиация      | пилот 16-го истребительного авиационного полка 6-го истребительного авиационного корпуса Московской зоны ПВО | лейтенант                              | 28.05.1919 — 22.06.1987        | [ БС 31 ] [ ГС 128 ] [ НЛ 117 ] |
| 433   | Шуми́лов Михаил Степанович                                                          | 26.10.1943            | генерал      | командующий 7-й гвардейской армией Степного фронта | гвардии генерал-полковник              | 17.11.1895 — 28.06.1975        | [ БС 31 ] [ ГС 129 ] [ НЛ 118 ] |
| 434   | Шуми́хин Василий Игнатьевич                                                         | 13.11.1943            | инженер      | командир отделения 616-го отдельного сапёрного батальона 337-й стрелковой дивизии 40-й армии Воронежского фронта | младший сержант                        | 20.03.1922 — 01.06.1952        | [ БС 32 ] [ ГС 130 ] [ НЛ 119 ] |
| 435   | Шумко́в Григорий Григорьевич                                                        | 17.10.1943            | пехота       | командир роты 705-го стрелкового полка 121-й стрелковой дивизии 60-й армии Центрального фронта | старший лейтенант                      | 05.10.1920 — 14.11.1993        | [ БС 33 ] [ ГС 131 ] [ НЛ 120 ] |
| 436   | Шу́мов Пётр Петрович                                                                | 15.01.1944            | пехота       | командир взвода 1323-го стрелкового полка 415-й стрелковой дивизии 61-й армии Центрального фронта | лейтенант                              | 19.08.1913 — 06.10.1975        | [ БС 33 ] [ ГС 132 ] [ НЛ 121 ] |
| 437   | Шу́мский Алексей Денисович (Шумских Алексей Денисович)                              | 17.11.1943            | морской флот | командир взвода 613-й отдельной штрафной роты Новороссийской военно-морской базы Черноморского флота | лейтенант                              | 15.03.1915 — 01.11.1943        | [ БС 33 ] [ ГС 133 ] [ НЛ 122 ] |
| 438   | Шу́мский Константин Мефодьевич укр. Шумський Костянтин Мефодійович                  | 02.08.1944            | авиация      | командир 93-го гвардейского штурмового авиационного полка 5-й гвардейской штурмовой авиационной дивизии 1-го смешанного авиационного корпуса 17-й воздушной армии 3-го Украинского фронта                                                       | гвардии подполковник                   | 18.03.1908 — 23.07.1991        | [ БС 33 ] [ ГС 134 ] [ НЛ 123 ] |
| 439   | Шуне́ев Фёдор Герасимович                                                           | 24.03.1945            | артиллерия   | командир орудия 429-го отдельного истребительно-противотанкового дивизиона 306-й стрелковой дивизии 43-й армии 1-го Прибалтийского фронта | старший сержант                        | 07.05.1913 — 09.05.1972        | [ БС 33 ] [ ГС 135 ] [ НЛ 124 ] |
| 440   | Шу́пик Григорий Сакович укр. Шупик Григорій Сакович                                 | 18.08.1945            | авиация      | заместитель командира эскадрильи 43-го гвардейского штурмового авиационного полка 230-й штурмовой авиационной дивизии 4-й воздушной армии 2-го Белорусского фронта                                                                              | гвардии лейтенант                      | 16.01.1915 — 06.07.1992        | [ БС 33 ] [ ГС 136 ] [ НЛ 125 ] |
| 441   | Шурас Калманис Маушович (Шур Калман Моушович) ивр. קלמן שור‎                        | 24.03.1945            | артиллерия   | командир орудия 249-го стрелкового полка 16-й стрелковой дивизии 2-й гвардейской армии 1-го Прибалтийского фронта | сержант                                | 05.04.1917 — 15.03.2003        | [ БС 34 ] [ ГС 137 ] [ НЛ 126 ] |
| 442   | Шурга́я Шота Иосифович груз. შურღაია შოთა                                           | 15.05.1946            | авиация      | командир звена 175-го гвардейского штурмового авиационного полка 11-й гвардейской штурмовой авиационной дивизии 16-й воздушной армии 1-го Белорусского фронта                                                                                   | гвардии лейтенант                      | 03.04.1920 — 16.08.2005        | [ БС 35 ] [ ГС 138 ] [ НЛ 127 ] |
| 443   | Шурпе́нко Дмитрий Васильевич                                                        | 16.10.1943            | пехота       | командир взвода 151-го стрелкового полка 8-й стрелковой дивизии 13-й армии Центрального фронта | старшина                               | 11.02.1915 — 08.10.1943        | [ БС 36 ] [ ГС 139 ] [ НЛ 128 ] |
| 444   | Шуру́пов Афанасий Тихонович                                                         | 10.01.1944            | танкист      | командир 317-го танкового батальона 55-й гвардейской танковой бригады 7-го гвардейского танкового корпуса 3-й гвардейской танковой армии 1-го Украинского фронта                                                                                | гвардии капитан                        | 27.01.1921 — 08.01.1944        | [ БС 36 ] [ ГС 140 ] [ НЛ 129 ] |
| 445   | Шуру́хин Павел Иванович                                                             | 23.10.1943 24.03.1945 | пехота       | командир 132-го гвардейского стрелкового полка 42-й гвардейской стрелковой дивизии 40-й армии Воронежского фронта командир 132-го гвардейского стрелкового полка 42-й гвардейской стрелковой дивизии 40-й армии 1-го Украинского фронта         | гвардии майор гвардии подполковник     | 18.11.1912 — 03.11.1956        | [ БС 36 ] [ ГС 141 ] [ НЛ 130 ] |
| 446   | Шу́стов Михаил Павлович                                                             | 24.03.1945            | инженер      | моторист катера мостовой роты 44-го отдельного моторизированного понтонно-мостового батальона 2-й понтонно-мостовой бригады 2-го Украинского фронта                                                                                             | красноармеец                           | 01.01.1915 — 05.04.1985        | [ БС 36 ] [ ГС 142 ] [ НЛ 131 ] |
| 447   | Шути́лов Терентий Яковлевич                                                         | 24.03.1945            | артиллерия   | командир орудия батареи 76-мм пушек 1231-го стрелкового полка 371-й стрелковой дивизии 5-й армии 3-го Белорусского фронта | старший сержант                        | 1924 — 14.07.1944              | [ БС 36 ] [ ГС 143 ] [ НЛ 132 ] |
| 448   | Шу́тов Алексей Тимофеевич                                                           | 28.04.1945            | танкист      | командир 64-й механизированной бригады 7-го механизированного корпуса 2-го Украинского фронта | полковник                              | 14.03.1907 — 13.10.1944        | [ БС 37 ] [ ГС 144 ] [ НЛ 133 ] |
| 449   | Шу́тов Виктор Алексеевич                                                            | 29.10.1943            | пехота       | стрелок 529-го стрелкового полка 163-й стрелковой дивизии 38-й армии Воронежского фронта | красноармеец                           | 1920 — 1943 (пропал без вести) | [ БС 38 ] [ ГС 145 ] [ НЛ 134 ] |
| 450   | Шу́тов Пётр Васильевич                                                              | 21.03.1940            | артиллерия   | начальник штаба дивизиона 402-го гаубичного артиллерийского полка РГК в составе 7-й армии Северо-Западного фронта | лейтенант                              | 23.11.1913 — 23.11.1989        | [ БС 38 ] [ ГС 146 ] [ НЛ 135 ] |
| 451   | Шу́тов Пётр Иванович                                                                | 08.09.1945            | пехота       | заместитель командира 138-го стрелкового полка 101-й стрелковой дивизии 2-го Дальневосточного фронта | майор                                  | 24.01.1905 — 25.07.1982        | [ БС 38 ] [ ГС 147 ] [ НЛ 136 ] |
| 452   | Шу́тов Семён Иванович                                                               | 24.03.1945            | артиллерия   | командир огневого взвода батареи 45-ммпушек 1109-го стрелкового полка 330-й стрелковой дивизии 50-й армии 2-го Белорусского фронта | старший сержант                        | 19.07.1911 — 14.09.1983        | [ БС 38 ] [ ГС 148 ] [ НЛ 137 ] |
| 453   | Шу́тов Степан Фёдорович бел. Шутаў Сцяпан Фёдаравіч                                 | 10.01.1944 13.09.1944 | танкист      | командир 20-й гвардейской танковой бригады 5-го гвардейского танкового корпуса 38-й армии 1-го Украинского фронта командир 20-й гвардейской танковой бригады 5-го гвардейского танкового корпуса 6-й танковой армии 2-го Украинского фронта     | гвардии подполковник гвардии полковник | 30.01.1902 — 17.04.1963        | [ БС 38 ] [ ГС 149 ] [ НЛ 138 ] |
| 454   | Шутт Николай Константинович бел. Шут Мікалай Канстанцінавіч                        | 04.02.1944            | авиация      | помощник по воздушно-стрелковой службе командира 270-го истребительного авиационного полка 203-й истребительной авиационной дивизии 1-го штурмового авиационного корпуса 5-й воздушной армии Степного фронта                                    | старший лейтенант                      | 30.12.1916 — 30.03.1977        | [ БС 38 ] [ ГС 150 ] [ НЛ 139 ] |
| 455   | Шутько́ Егор Иосифович укр. Шутько Єгор Йосипович                                   | 24.03.1945            | пехота       | наводчик станкового пулемёта пулемётной роты 804-го стрелкового полка 229-й стрелковой дивизии 54-й армии 3-го Прибалтийского фронта | красноармеец                           | 12.10.1924 — 21.09.1944        | [ БС 39 ] [ ГС 151 ] [ НЛ 140 ] |
| 456   | Шу́шин Иван Фёдорович                                                               | 21.02.1944            | пехота       | пулемётчик пулемётной роты 192-го гвардейского стрелкового полка 63-й гвардейской стрелковой дивизии 67-й армии Ленинградского фронта | гвардии красноармеец                   | 20.04.1924 — 24.07.1943        | [ БС 40 ] [ ГС 152 ] [ НЛ 141 ] |

| Навигационная таблица | Навигационная таблица              |
| --------------------- | ---------------------------------- |
| «Ш»                   | Шабалин Александр — Шевелёв Виктор |
| «Ш»                   | Шевелёв Марк — Шишкин Михаил       |
| «Ш»                   | Шишкин Николай — Шушин Иван        |